# Breslov
Breslov (Hebreeuws: חסידות ברסלב, Hassidout Breslev) is een van de grootste chassidische bewegingen in de wereld.
De enige Rebbe die de beweging ooit gehad heeft was rabbijn Nachman van Breslov, die van 1772 tot 1810 leefde. Breslover chassidim geloven dat niemand anders ooit zijn plaats in kan nemen. Wel is er een onofficieel leiderschap van Breslover chassidim, bestaande uit een raad van oudere rabbijnen met leidinggevende posities in Breslover jeshivos.
Traditioneel zijn Breslover chassidim charedische joden. Er is vandaag de dag echter ook een beweging van modern-orthodoxe religieus-zionistische joden die de werken van Rebbe Nachman bestudeert en zich als Breslover gemeenschap beschouwt. Zij staan echter niet in verbinding met de grote chassidische Breslover beweging.
De beweging dankt haar naam aan het stadje Breslov, thans Bratslav aan de Zuidelijke Boeg in Oekraïne, waar rabbijn Nachman actief was.